# Copa Mundial de Hockey Femenino de 2010
La XII Copa Mundial de Hockey Femenino se celebró en Rosario (Argentina) entre el 29 de agosto y el 12 de septiembre de 2010 bajo la organización de la Federación Internacional de Hockey (FIH) y la Federación Argentina de Hockey.
Los partidos se realizaron en el Estadio Mundialista de Hockey de la ciudad argentina. Compitieron en el campeonato 12 selecciones nacionales afiliadas a la FIH por el título mundial, cuyo anterior portador era el equipo de los Países Bajos, ganador del Mundial de 2006.
La selección Argentina conquistó su segundo título mundial tras vencer en la final al equipo de los Países Bajos con un marcador de 3-1. El conjunto de Inglaterra ganó la medalla de bronce en el partido por el tercer puesto contra el equipo de Alemania.

## Grupos
| Grupo A       | Grupo B       |
| ------------- | ------------- |
| Australia     | Argentina     |
| Alemania      | China         |
| India         | Inglaterra    |
| Japón         | Corea del Sur |
| Países Bajos  | Sudáfrica     |
| Nueva Zelanda | España        |

## Primera fase
- Todos los partidos en la hora local de Argentina (UTC-3).

Los primeros dos de cada grupo disputan las semifinales. El resto disputan los correspondientes partidos de clasificación final.

### Grupo A
| Equipo        | J | G | E | P | GF | GC | DG  | PTS |
| ------------- | - | - | - | - | -- | -- | --- | --- |
| Países Bajos  | 5 | 5 | 0 | 0 | 25 | 8  | +17 | 15  |
| Alemania      | 5 | 4 | 0 | 1 | 10 | 4  | +6  | 12  |
| Australia     | 5 | 3 | 0 | 2 | 13 | 10 | +3  | 9   |
| Nueva Zelanda | 5 | 1 | 1 | 3 | 9  | 15 | -6  | 4   |
| India         | 5 | 1 | 0 | 4 | 7  | 20 | -13 | 3   |
| Japón         | 5 | 0 | 1 | 4 | 6  | 13 | -7  | 1   |

- Resultados

| Fecha | Hora  | Partido       | Partido | Partido       | Resultado |
| ----- | ----- | ------------- | ------- | ------------- | --------- |
| 30.08 | 19:30 | Países Bajos  | -       | India         | 7-1       |
| 30.08 | 22:00 | Alemania      | -       | Nueva Zelanda | 2-0       |
| 31.08 | 12:30 | Australia     | -       | Japón         | 2-1       |
| 01.09 | 19:30 | India         | -       | Australia     | 3-6       |
| 01.09 | 22:00 | Países Bajos  | -       | Nueva Zelanda | 7-3       |
| 02.09 | 12:30 | Alemania      | -       | Japón         | 2-1       |
| 03.09 | 21:30 | India         | -       | Alemania      | 1-4       |
| 04.09 | 12:00 | Australia     | -       | Países Bajos  | 1-4       |
| 04.09 | 14:30 | Japón         | -       | Nueva Zelanda | 2-2       |
| 05.09 | 19:30 | Japón         | -       | India         | 0-2       |
| 05.09 | 22:00 | Alemania      | -       | Países Bajos  | 1-2       |
| 06.09 | 12:30 | Nueva Zelanda | -       | Australia     | 1-4       |
| 07.09 | 19:30 | Nueva Zelanda | -       | India         | 3-0       |
| 07.09 | 22:00 | Países Bajos  | -       | Japón         | 5-2       |
| 08.09 | 12:30 | Australia     | -       | Alemania      | 0-1       |

### Grupo B
| Equipo        | J | G | E | P | GF | GC | DG  | PTS |
| ------------- | - | - | - | - | -- | -- | --- | --- |
| Argentina     | 5 | 5 | 0 | 0 | 14 | 2  | +12 | 15  |
| Inglaterra    | 5 | 3 | 1 | 1 | 7  | 6  | +1  | 10  |
| Corea del Sur | 5 | 2 | 2 | 1 | 10 | 8  | +2  | 8   |
| China         | 5 | 2 | 0 | 3 | 11 | 6  | +5  | 6   |
| Sudáfrica     | 5 | 1 | 0 | 4 | 9  | 17 | -8  | 3   |
| España        | 5 | 0 | 1 | 4 | 5  | 17 | -12 | 1   |

- Resultados

| Fecha | Hora  | Partido       | Partido | Partido       | Resultado |
| ----- | ----- | ------------- | ------- | ------------- | --------- |
| 29.08 | 19:30 | China         | -       | Corea del Sur | 1-2       |
| 29.08 | 22:00 | España        | -       | Inglaterra    | 2-3       |
| 30.08 | 12:30 | Argentina     | -       | Sudáfrica     | 5-2       |
| 31.08 | 19:30 | China         | -       | Inglaterra    | 0-1       |
| 31.08 | 22:00 | Sudáfrica     | -       | España        | 2-1       |
| 01.09 | 12:30 | Argentina     | -       | Corea del Sur | 1-0       |
| 03.09 | 14:00 | Sudáfrica     | -       | China         | 1-4       |
| 03.09 | 16:30 | Inglaterra    | -       | Corea del Sur | 1-1       |
| 03.09 | 19:00 | España        | -       | Argentina     | 0-4       |
| 04.09 | 19:30 | Inglaterra    | -       | Sudáfrica     | 2-1       |
| 04.09 | 22:00 | Corea del Sur | -       | España        | 2-2       |
| 05.09 | 12:30 | China         | -       | Argentina     | 0-2       |
| 06.09 | 19:30 | España        | -       | China         | 0-6       |
| 06.09 | 22:00 | Corea del Sur | -       | Sudáfrica     | 5-3       |
| 07.09 | 12:30 | Argentina     | -       | Inglaterra    | 2-0       |

## Fase final
- Todos los partidos en la hora local de Argentina (UTC-3).

|  | Semifinales  | Semifinales |   |            | Final        | Final |  |
|  |              |             |   |            |              |       |  |
|  |              |             |   |            |              |       |  |
|  |              |             |   |            |              |       |  |
|  | Países Bajos | 4 P         |   |            |              |       |  |
|  | Inglaterra   | 3           |   |            |              |       |  |
|  |              |             |   |            |              |       |  |
|  |              |             |   |            |              |       |  |
|  |              |             |   |            | Países Bajos | 1     |  |
|  |              | Argentina   | 3 |            |              |       |  |
|  |              |             |   |            |              |       |  |
|  |              |             |   |            |              |       |  |
|  |              |             |   |            | Tercer lugar |       |  |
|  |              |             |   |            |              |       |  |
|  | Argentina    | 2           |   | Inglaterra | 2            |       |  |
|  | Alemania     | 1           |   |            | Alemania     | 0     |  |

### Partidos de clasificación
- Undécimo lugar

| Fecha | Hora  | Partido | Partido | Partido | Resultado |
| ----- | ----- | ------- | ------- | ------- | --------- |
| 09.09 | 18:30 | Japón   | -       | España  | 2-1       |

- Noveno lugar

| Fecha | Hora  | Partido | Partido | Partido   | Resultado |
| ----- | ----- | ------- | ------- | --------- | --------- |
| 10.09 | 18:30 | India   | -       | Sudáfrica | 4-3       |

- Séptimo lugar

| Fecha | Hora  | Partido       | Partido | Partido | Resultado |
| ----- | ----- | ------------- | ------- | ------- | --------- |
| 10.09 | 23:00 | Nueva Zelanda | -       | China   | 3-0       |

- Quinto lugar

| Fecha | Hora  | Partido   | Partido | Partido       | Resultado |
| ----- | ----- | --------- | ------- | ------------- | --------- |
| 11.09 | 14:30 | Australia | -       | Corea del Sur | 2-1       |

### Semifinales
| Fecha | Hora  | Partido      | Partido | Partido    | Resultado   |
| ----- | ----- | ------------ | ------- | ---------- | ----------- |
| 09.09 | 21:30 | Países Bajos | -       | Inglaterra | 1-1 (4-3) P |
| 10.09 | 12:30 | Argentina    | -       | Alemania   | 2-1         |

### Tercer lugar
| Fecha | Hora  | Partido    | Partido | Partido  | Resultado |
| ----- | ----- | ---------- | ------- | -------- | --------- |
| 11.09 | 21:30 | Inglaterra | -       | Alemania | 2-0       |

### Final
| Fecha | Hora  | Partido      | Partido | Partido   | Resultado |
| ----- | ----- | ------------ | ------- | --------- | --------- |
| 12.09 | 12:30 | Países Bajos | -       | Argentina | 1-3       |

## Medallero
|           |              |            |
| Argentina | Países Bajos | Inglaterra |

## Estadísticas

### Clasificación general
| 1. Argentina     |
| 2. Países Bajos  |
| 3. Inglaterra    |
| 4. Alemania      |
| 5. Australia     |
| 6. Corea del Sur |
| 7. Nueva Zelanda |
| 8. China         |
| 9. India         |
| 10. Sudáfrica    |
| 11. Japón        |
| 12. España       |

### Máximas goleadoras
| Núm. | Nombre            | Selección     | Goles |
| ---- | ----------------- | ------------- | ----- |
| 1    | Maartje Paumen    | Países Bajos  | 12    |
| 2    | Rani Rampal       | India         | 7     |
| 3    | Noel Barrionuevo  | Argentina     | 6     |
| 3    | Krystal Forgesson | Nueva Zelanda | 6     |
| 5    | Luciana Aymar     | Argentina     | 5     |
| 5    | Kaori Chiba       | Japón         | 5     |
| 5    | Kim Lammers       | Países Bajos  | 5     |

Fuente:  (pág. 49)